# 船川港
船川港（ふなかわこう、ふながわこう、ふなかわみなと）は、秋田県男鹿市にある港湾で、男鹿市中心部に近い船川地区に位置する。港湾管理者は秋田県。港湾法による重要港湾に指定されている。港則法・関税法上は秋田港と合わせた秋田船川港として特定港・開港に指定されている。

## 概要
男鹿半島南部に位置し、古くから天然の良港として知られ、交易の拠点、あるいは避難港として利用されてきた。近代的港湾整備については土崎港といずれを先にするかで県論が二分され、結局土崎に次いで明治末期から昭和にかけて整備がおこなわれた。
1965年に秋田湾地区新産業都市の指定を受け、木材加工、石油精製工業等の工業団地の立地がすすめられてきた。1995年に秋田国家石油備蓄基地が完成してから、船川港の貨物取扱量は石油関連が大半を占めることになったが、1999年に石油関連事業所が事業縮小して以来石油類等の取扱量が落ち込み、低迷が続いている（2001年には石油を輸送していた男鹿線の貨物列車が廃止、2002年初には同線船川港駅までの区間が廃止となった）。一方で、男鹿マリーナ、男鹿マリンパークが整備され、2003年には男鹿日本海花火大会が始まるなど新たなレジャーの拠点となりつつある。港一帯はみなとオアシスおがとしてみなとオアシスに登録されている。
2011年に「船川港第一船入場・第二船入場防波堤」は土木学会選奨土木遺産に選ばれる。

## 沿革
- 1892年 秋田県議会が船川港の測量費を予算計上する[3]。
- 1897年 秋田県議会議員の大日向作太郎を委員長とする「船川築港期成同盟会」が結成される[3]。
- 1911年 6月、築港整備事業が着工される[3]。
- 1914年 第一期整備工事が完成[3]。
- 1930年2月8日 関税法による開港に指定[1]。
- 1931年 港湾設備がほぼ完成する[3]。
- 1945年10月3日 - 百数十人が暴動を起こす[5]。
- 1948年7月15日 港則法による特定港に指定[1]。
- 1951年1月19日 港湾法による重要港湾に指定[1]。
- 1962年7月1日 港則法・関税法一部改正により、秋田船川港となる[1]。
- 1965年 秋田港とともに秋田湾地域が新産業都市に指定される。
- 1982年 国家石油備蓄基地の立地が決定。
- 1995年 秋田国家石油備蓄基地が完成。

## 施設
- 管理者:秋田県
- バース数:4（5,000t岸壁2、7,000t岸壁1、15,000t岸壁1）
- 石油備蓄基地（備蓄量448万キロリットル、地中式タンク12基、地上式タンク4基）

### 男鹿マリーナ
秋田県内で本荘マリーナに続く第二のマリーナとして建設された。おが海の駅に登録されている。
- 陸域面積2.4ha、水域面積2.1ha、保管定数は160艇
- 所在地：秋田県男鹿市船川港船川字海岸通り1-20

## 周辺
船川港は古くからの男鹿市の中心部に近く、多くの施設が立地している（しかし現在では男鹿市の商業的な中心は船越地区の国道101号ロードサイドに移りつつある）。
- JR男鹿駅から徒歩10分ほど
- 男鹿マリンパーク（球技場があり、2007年秋田わか杉国体のラグビー成年男子の会場となった。このほか花火大会の会場となっている。）
- 男鹿市役所
- 男鹿みなと市民病院
- 男鹿市商工会館
- 男鹿市立図書館
- 秋田県漁業協同組合 船川総括支所
- ENEOS船川事業所
- 秋田造船鉄工
- 秋田県立男鹿海洋高等学校
- 男鹿市立男鹿南中学校
- 道の駅おが

## イベント
- 男鹿ナマハゲロックフェスティバル
- 男鹿日本海花火
- 船川港祭り